# Branko Strupar
Branko Strupar, född 9 februari 1970 i Zagreb, är en kroatisk-belgisk före detta fotbollsspelare.
Strupar inledde sin fotbollskarriär med NK Špansko i hemstaden Zagreb. Han köptes 1994 av belgiska Genk där han skulle komma att skörda stora framgångar. Han vann skytteligan i Jupiler League 1997/1998 och utsågs efter säsongen till ligans bäste spelare.
Han köptes 1999 av Derby County i Premier League, var han skulle komma att göra 16 mål på 41 ligaframträdanden. Strupar gjorde millenniets första mål i Premier League, detta i ett möte med Watford den 3 januari 2000.
Strupar blev under sin tid i Genk belgisk medborgare genom äktenskap och var med det valbar för Belgiens landslag. Strupar spelade för Belgien i EM 2000 och i VM 2002. Hans sista landskamp var i VM-gruppspelet mot Tunisien.